# بول ستاميتس
بول إدوارد ستاميتس (من مواليد 17 يوليو 1955) عالم فطريات ورجل أعمال أمريكي يبيع العديد من منتجات الفطر من خلال شركته. وهو كاتب ومدافع عن الفطريات الطبية وعلاج الفطريات.

## النشأة والتعليم
ولد ستاميتس في سالم في أوهايو. نشأ في كولومبيانا بولاية أوهايو مع أخيه الأكبر جون وأخيه التوأم نورث وإخوته الأصغر سنًا. تخرج من كلية ولاية الخضرة في أولمبيا بواشنطن بدرجة البكالوريوس عام1979. بدأ مسيرته المهنية في الغابة كعامل قطع الأشجار. حصل على الدكتوراه الفخرية من الجامعة الوطنية للطب الطبيعي في بورتلاند.

## الحياة الشخصية
ستاميتس متزوج من كارولين «داستي» ياو. لديه طفلان من زواج سابق، سمى أحدهما على اسم فطر مهلوس.

## الاهتمام الفطري
ينسب ستاميتس الفضل إلى شقيقه الراحل جون في تحفيز اهتمامه بعلم الفطريات، ودرس علم الفطريات كطالب جامعي. نظرًا لعدم وجود تدريب أكاديمي أعلى من درجة البكالوريوس، فإن ستاميتس تعلم ذاتيًا إلى حد كبير في مجال علم الفطريات.
حصل بول ستاميتس على جائزة سفير الاختراع (2014-2015) من الجمعية الأمريكية لتقدم العلوم (AAAS).

## في الثقافة العامة
لعب ستاميتس دورًا مهمًا في الفيلم الوثائقي لعام 2019 «الفطريات الرائعة».
سميت شخصية إلدون ستاميتس في مسلسل «هانيبال» على شبكة إن بي سي على اسم ستاميتس الحقيقي. الرواية الخيالية هي «قاتل متسلسل كان يفترس مرضى السكر وكان مهووسًا بأوجه التشابه بين تراكيب الفطريات والعقل البشري».
سميت شخصية الملازم القائد بول ستاميتس في سلسلة ستار تريك: ديسكفري على شبكة سي بي إس على اسم ستاميتس الحقيقي. النسخة الخيالية هي عالم فلك ومهندس على متن يو إس إس ديسكفري، ويُنسب إليه الفضل في اكتشاف شبكة غزل فطري تعمل على تشغيل محرك بوغ متقدم.

## كتب
- فطر بسيلوسيب وحلفائه (1978)، شركة هومستيد للكتاب (ردمك 0-930180-03-8)
- نمو الذواقة والفطر الطبي (1996،(ردمك 1-58008-175-4))
- فطر بسيلوسيب من العالم (1996، (ردمك 0-89815-839-7)
- إدارة الغزل الفطري: كيف يمكن للفطر أن يساعد في إنقاذ العالم (2005، (ردمك 1-58008-579-2)
- الفطريات الرائعة: كيف يمكن للفطر أن يشفي ويغير الوعي وينقذ الكوكب (2019، (ردمك 1683837045، وردمك 978-1683837046)